# Dänische Badmintonmeisterschaft 1994
Die Dänische Badmintonmeisterschaft 1994 fand in Rødby statt. Es war die 64. Austragung der nationalen Titelkämpfe im Badminton in Dänemark.

## Titelträger
| Disziplin    | Sieger                                                              |
| ------------ | ------------------------------------------------------------------- |
| Herreneinzel | Thomas Stuer-Lauridsen, Gentofte BK                                 |
| Dameneinzel  | Camilla Martin, Højbjerg BK                                         |
| Herrendoppel | Jon Holst-Christensen, Lillerød Michael Søgaard, Kastrup-Magleby BK |
| Damendoppel  | Lisbet Stuer-Lauridsen, Lillerød Lotte Olsen, Kastrup-Magleby BK    |
| Mixed        | Jon Holst-Christensen, Lillerød Rikke Olsen, Kastrup-Magleby BK     |